# Trzciana (powiat rzeszowski)
Trzciana – wieś w Polsce, położona w województwie podkarpackim, w powiecie rzeszowskim, w gminie Świlcza.

## Części wsi
| SIMC    | Nazwa         | Rodzaj     |
| ------- | ------------- | ---------- |
| 0664119 | Dół           | część wsi  |
| 0664125 | Maciejówka    | część wsi  |
| 0664131 | Podgórze      | część wsi  |
| 0664177 | Słotwinka     | przysiółek |
| 0664148 | Strona Kmieca | część wsi  |
| 0664154 | Za Koleją     | część wsi  |
| 0664160 | Zagrody       | część wsi  |

## Legenda powstania Trzciany
W czasach najazdów tatarskich, w tutejszej okolicy pełnej bagien i torfowisk, mieli podobno znaleźć schronienie czterej mnisi. Uciekli oni ze zniszczonego przez Tatarów Sandomierza. Wybudowali tu szałas z trzcin i mchu oraz drewnianą kapliczkę pw. św. Wawrzyńca (ku czci patrona jednego z nich). Okolice porośnięte tatarakiem, sitowiem i trzciną nazwali Trzcianą. W miejscu kapliczki wybudowano później kościół pw. św. Wawrzyńca.

## Właściciele wsi
Trzciana została założona pod koniec XIV wieku. Pierwszym wzmiankowanym w źródłach właścicielem wsi (1414 r.) był niejaki Paweł, dziedzic Trzciany i Dąbrowy. Właściciele: w 2. poł XV wieku właścicielką Trzciany była Anna, która wychodząc za mąż za Jana Sopichowskiego z Będziemyśla, wniosła mu w posagu tę posiadłość. W rękach rodziny Sopichowskich Trzciana (wraz z Dąbrową) utrzymała się do połowy XVI wieku. W 2. poł. XVI i 1. poł. XVII stulecia obięli ją w posiadanie Leśniewscy. W 2. poł. XVII wieku przeszła w ręce, kolejno: Lubomirskich i Potockich. U schyłku XVII wieku Trzciana znalazła się posiadaniu rodu Hynków herbu Topór. Na przełomie XVIII/XIX wieku właścicielem wsi był Aleksander Pilincki, a w latach 30. XIX wieku Franciszek Potocki. Niedługo potem wieś zakupiła rodzina Christianich. W 1844 r. posiadał ją Jan Christiani Grabiński. W 2. poł. XIX i 1. poł. XX wieku posesorami obszarów dworskich Trzciany byli kolejni przedstawiciele rodu Christiani Kronwald: Teodor i Luidgarda oraz Henryk i jego żona Olga. Rodzina Christianich utrzymała się w Trzcianie aż do zakończenia II wojny światowej (1944–1945), kiedy dwór został przejęty przez ówczesne władze a obszar dworski rozparcelowany.

## Parafia
Parafię św. Wawrzyńca i Matki Bożej Niepokalanie Poczętej w Trzcianie erygowano w 1417 r. Do lat 80./90. XX wieku tworzyły ją: Trzciana ze Słotwinką, Dąbrowa i Błędowa Zgłobieńska. Obecnie parafię tworzy Trzciana ze Słotwinką. Nad wsią góruje kościół parafialny pw. św. Wawrzyńca, murowany, neogotycki, wybudowany w latach 1897 – 1898.

## Inicjatywy gospodarczo-społeczne, kulturalne i sportowe
Wieś Trzciana pod koniec XIX i w XX wieku brylowała w okolicy inicjatywami gospodarczymi i obywatelskimi. Już w 1. poł. XIX wieku istniała we wsi szkoła parafialna, która utrzymała się do powołania etatowej szkoły ludowej w 1875 r. Od 1880 r. funkcjonował w Trzcianie gminna kasa pożyczkowa. Pod koniec XIX wieku powołano do życia kółko rolnicze. W 1899 r. złożono spółkę oszczędności i pożyczek (późniejszą Kasę Stefczyka). Od 1900 r. zaczął działać w Trzcianie amatorski teatr, w 1912 r. orkiestra dęta, a w 1932 r. chór mieszany. W latach 1907 – 1913, Antoni Smagała, razem z wspólnikami, prowadził spółkę włościańską, zajmującą się eksploatacją torfu na opał. W 1908 roku założono trzciańską straż pożarną, a w roku 1909 drużynę Towarzystwa Gimnastycznego „Sokół”. Tuż przed wybuchem II wojny światowej (lata 1938 -1939) ruszyła produkcja w spółdzielczej cegielni, która już w okresie powojennym miał duży udział w przebudowie Trzciany.
W latach 1975–1998 miejscowość należała administracyjnie do województwa rzeszowskiego.
Trzciana to prężny ośrodek kulturalny, działa tu amatorski ruch teatralny, amatorskie zespoły folklorystyczne takie jak ZPiT Pułanie, Grupa Obrzędowa im. Marii i Józefa Dziedziców oraz kapele Olsza, Mała Olsza i Muzykanty, oraz Towarzystwo Przyjaciół Trzciany, które jak to większość inicjatyw w gminie powstało jako pierwsze stowarzyszenie regionalne w gminie Świlcza. W 2014 roku w Trzcianie zostało otwarte pole golfowe Golf Course SPAR Polska. Od 2013 roku na wakacjach organizowany jest turniej siatkówki plażowej dla chętnych z całej gminy. W piłce nożnej wieś jest reprezentowana przez LKS Trzciankę regularnie zajmującą wysokie lokaty w klasie B. W Gminnym Centrum Kultury, Sportu i Rekreacji w Świlczy z siedzibą w Trzcianie odbywa się szereg imprez o których można poczytać na stronach gminy Świlcza, a jedną z najbardziej znanych jest Ogólnopolski Konkurs Tradycyjnego Tańca Ludowego (w 2014 roku odbyła się już 30 edycja).

## Urodzeni w Trzcianie
- Mieczysław Marian Kawalec – major Wojska Polskiego, żołnierz Armii Krajowej, pełniący obowiązki ostatniego prezesa IV Zarządu Głównego Zrzeszenia Wolność i Niezawisłość.
- Mieczysław Aleksander Kawalec – profesor Politechniki Poznańskiej.
- Jerzy Lis – profesor nauk technicznych Akademii Górniczo-Hutniczej w Krakowie, od roku 2020 rektor AGH[6]

## Sąsiednie miejscowości
Bratkowice, Świlcza, Dąbrowa, Woliczka, Błędowa Zgłobieńska.